# Exposition universelle de Bruxelles de 1910
Ne doit pas être confondu avec Exposition internationale de Bruxelles de 1897, Exposition universelle de 1935 ou Exposition universelle de 1958.
L'Exposition universelle et internationale de Bruxelles, est une exposition universelle qui s'est déroulée à Bruxelles du 23 avril au 1er novembre 1910. C'est la troisième exposition internationale de la ville. L'exposition est relativement généraliste mettant en avant les réalisations industrielles, commerciales et coloniales de la Belgique.
Elle connut un grand succès et reçut la visite de près de 13 millions de visiteurs, sur près de 90 hectares et près de 29 000 exposants.

## Contexte
En 1905, la Belgique commémorait ses 75 ans. Elle aspirait à l’union et à la force. Certes, la Belgique était un petit pays, mais elle fut enviée de par ses chemins de fer ainsi que ses routes. La Belgique se développe sur les plans économique, industriel et notamment en urbanisme. La découverte du charbon dans nos régions a fortement contribué à cette croissance. En 1908, Léopold II céda le Congo à la Belgique ce qui permit à celle-ci de devenir une puissance coloniale. Par l’Exposition universelle de 1910, la Belgique veut donc montrer son nouveau visage.

## Localisation

### Choix de la ville
En 1897, Émile de Mot, futur bourgmestre de la ville de Bruxelles, émet l’idée d’organiser la prochaine Exposition universelle de 1905 également à Bruxelles. Mais après avoir déjà été contrainte de reporter son organisation à deux fois, c’est la ville de Liège qui remporte le droit d’organiser l’exposition en 1905. Cependant, le gouvernement s’engage auprès de la ville de Bruxelles en vue d’une prochaine exposition. Pour l’exposition de 1910, Bruxelles n’est pas la seule ville à se présenter, d’autres projets sont également en lice. Anvers a d’abord lancé le projet d’une exposition spécifique, puis d’une exposition conjointe. Gand essaye également de lancer son projet mais il est trop tard, l’exposition étant promise à Bruxelles.
Le 16 octobre 1905, il est annoncé officiellement que l’Exposition universelle de 1910 se déroulera à Bruxelles.

### Choix du site
La choix du site de Bruxelles a provoqué plusieurs conflits entre les différents comités locaux. Le choix s’est essentiellement opéré entre trois projets : Bruxelles-Ouest, Woluwe et le Solbosch. C’est finalement le projet de Solbosch qui, en 1906, a reçu le droit d’organiser cette exposition universelle par le comité exécutif. Ce choix a tout de même été soumis à deux conditions : Ixelles doit céder une partie de son territoire et Bruxelles devra construire sur celui-ci une avenue qui prolonge l’avenue Louise jusqu’à la chaussée de la Hulpe.

## Organisation
En 1906, la société anonyme fut formée. Elle était composée de 484 actionnaires et avait pour but de gérer l’entreprise et l’exploitation financières et commerciales de l’exposition universelle. Pour ce faire, elle pouvait organiser des fêtes, des tombolas, des loteries, elle pouvait même entreprendre les travaux publics et les transports. Elle s’occupe également de la location et des achats des matériaux. L'administration de cette société est confiée à un conseil composé de 17 membres. Ce conseil d’administration nommera un comité exécutif qui aura pour but d’exécuter le programme de gestion de l’entreprise.
Le commissaire général du Gouvernement, faisant partie de ce conseil d’administration, participera également à l’organisation de l’exposition. Il sera jury international des récompenses.
En plus de l’appui du Gouvernement, Léopold II suivra également les travaux des organisateurs et donnera son avis sur les projets et les plans.  
Parmi les actionnaires du projet, on y retrouve le Grand Bazar, les Grand magasin de la bourse, Delhaize le lion, le Crédit Lyonnais, la Société Générale de Belgique.
Une commission supérieure de patronage sera également créée afin de motiver la participation des producteurs belges à l'exposition de Bruxelles.
Un accord a été passé entre l’État et la société anonyme afin de prévoir la « gratuité du transport, des produits d’origine belge sur les chemins de fer de l’État, l’exemption du droit de timbre pour les affiches et la franchise temporaire des droits d’entrée pour les produits envoyés à l’étranger ».
Une commission organisatrice des cérémonies officielles sera chargée de la proclamation des récompenses qui seront attribuées par le jury>.

## Aménagements urbains
Le Solbosh a été aménagé de façon à faciliter l’accès aux marchandises et principalement aux visiteurs. Le Solbosh était devenu une petite ville à lui tout seul. Le but des organisateurs était d'augmenter le nombre des routes et des tramways pour accueillir un maximum de monde. Sachant que beaucoup de visiteurs allaient se rendre en tramway, tous les alentours de l’exposition ont été desservis. La question s’est posée de savoir si ces derniers allaient desservir à l’intérieur de l’exposition, mais cela n’a pas été mis en place.

## L'exposition

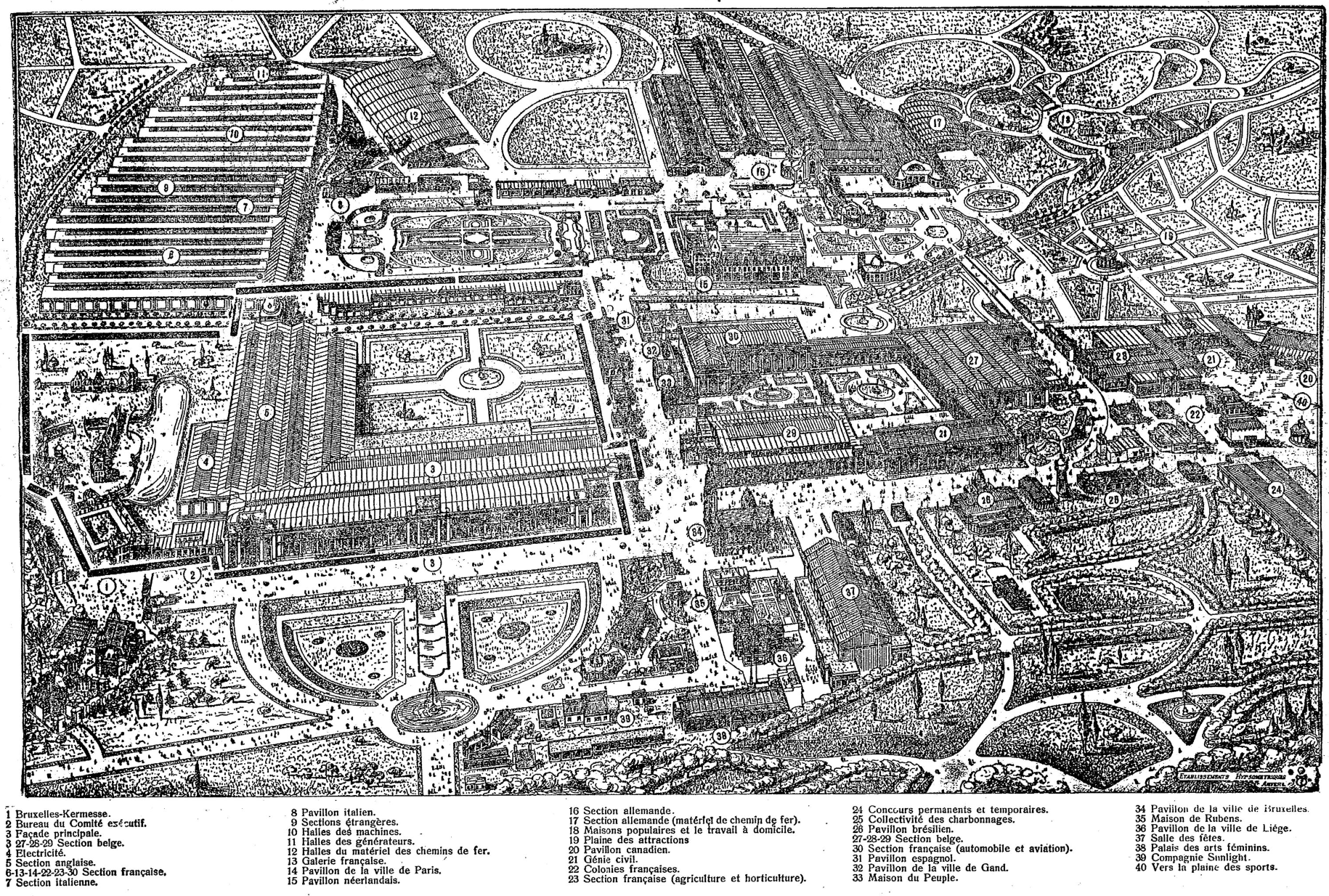
Plan de l'Exposition de Bruxelles de 1910 (Le Soir, mercredi 17/08/1910).

Les pays participants à cette exposition sont au nombre de 26 : l’Allemagne, le Brésil, la Chine, le Canada, le Danemark, l’Espagne, la France, la Grande-Bretagne, le grand-duché de Luxembourg, le Guatemala, Haïti, l’Italie, Monaco, le Nicaragua, les Pays-Bas, le Pérou, la Perse, la République dominicaine, la Suisse, l’Empire ottoman, l’Uruguay, l’Autriche-Hongrie, le Japon, les États-Unis, la Grèce et la Russie.
L’Exposition universelle de 1910 était dédiée aux sciences, aux arts, à l’industrie et au commerce.
Le pavillon allemand montrait les arts décoratifs et leur architecture tout comme le pavillon des Pays-Bas. Le pavillon italien illustrait la Renaissance italienne. Le pavillon belge était représenté par les villes de Bruxelles, Gand, Anvers et Liège.
L'ouverture du nouveau musée du Congo à Tervueren coincide avec la tenue de l'exposition. Il fait la promotion de la colonisation au Congo belge. Le musée était une volonté de Léopold II qui, mort en 1909, n’a pu assister à l'exposition.
L’exposition des Beaux-Arts a également été créée. Elle comprenait 600 salles, destinées en majorité aux artistes belges mais également français, hollandais, italiens, espagnols, luxembourgeois. Elle comportait également une section internationale comprenant les Anglais, les Suisses, les Scandinaves, les Austro-Hongrois, et les Russes. Le but était de montrer les progrès artistiques et littéraires des artistes belges.

## Promotion de l'exposition
Afin d’attirer le plus possible le public belge et international, les organisateurs de l’exposition usèrent de tous les moyens médiatiques possibles tels que la presse, les affiches, et les cartes postales.  Dès 1908, la promotion de l’exposition universelle débute et une première revue intitulée L’exposition de Bruxelles va être diffusée à l’étranger. Elle va renseigner le public sur l’avancée des travaux et va également annoncer le succès de la future exposition.
Des affiches furent également créées pour l’occasion. L’affiche principale de l’Exposition universelle de 1910 a été produite par Henri Cassiers. L’auteur a beaucoup joué sur les contrastes, on y voit des tons vifs et à la fois les façades caractéristiques de la grand place de Bruxelles. Cette affiche devint le principal visuel de l’exposition universelle même si d’autres affiches furent également produites comme La femme au drapeau de Bastin. Toutes les affiches de l’exposition furent éditées en plusieurs langues ainsi que dans différentes dimensions.
En plus des affiches, des pancartes furent également disposées dans les rues des différentes villes belges et internationales.
À cette époque de l’âge d’or de la carte postale, la population commence à collectionner les cartes, à les échanger, à les montrer. Les organisateurs voient donc un autre moyen de promouvoir l’exposition et c’est ainsi que dès 1908, des cartes postales illustrant l’exposition ont été diffusées.
En 1909, à six mois de l’ouverture de l’exposition universelle, le comité officiel de la presse organise une visite du chantier pour les journalistes, leur permettant de promouvoir l’exposition dans la presse.

## L'incendie
Un autre événement a incidemment permis la promotion de l’exposition : un incendie s’est déclaré le 14 août dans le grand palais central et a endommagé en tout ou en partie la section belge, anglaise, française et Bruxelles-Kermesse. Dès le lendemain matin, à l’étranger, tout est diffusé dans la presse provoquant beaucoup de rumeurs. Les organisateurs de l’exposition réagirent directement en démontrant que tout n’était pas détruit et que les parties endommagées allaient rapidement être reconstruites. Cet événement a suscité l'attention du public et les organisateurs ont pu l'utiliser pour la promotion de l’exposition avec succès car le lendemain de l’incendie, l’exposition connut son pic d’affluence et ne désemplit pas jusqu’à la fin.

## Postérité

### Vestiges
- Aménagement du site du Mont des Arts, réaménagé entre 1954 et 1965.
- Construction de l'hôtel Astoria, actuellement classé.

### Récompenses
- Médaille d'argent :
  - Heinrich Wanner (1867-1947) et son collaborateur, le professeur-docteur R. Hase a Hanovre (Groupe III, Classe 15).

- Médaille de bronze :
  - Henri Gautreau (1859-1947), inventeur-fabricant, pour ses ustensiles de cuisine et ménage.

- Autre médaille 
  - Martha Stettler pour sa peinture La balançoire[27]